# (29085) Sethanne
(29085) Sethanne (1979 SD) – planetoida z pasa głównego asteroid okrążająca Słońce w ciągu 4,44 lat w średniej odległości 2,7 j.a. Odkryta 17 września 1979 roku.